# Нискала, Мика
Мика Нискала (фин. Mika Niskala; 28 марта 1981, Мариехамн, Аландские острова) — финский футболист, полузащитник.

## Карьера
В 1997 году был признан самым перспективным юниором Аландских островов, после чего перешёл в шведский «Норрчёпинг». Карьера в Швеции была неудачной (за три года выступлений футболист выходил на поле лишь дважды), и Мика Нискала решил вернуться в Финляндию, в «Интер» из города Турку. После «Интера» вернулся в родной для себя «Мариехамн», где впоследствии стал капитаном команды. В 2007 году был признан лучшим футболистом Аландских островов. В марте 2011 года подписал контракт с норвежским клубом «Алта», но спустя год вновь вернулся в «Мариехамн».
Мика Нискала провёл 9 матчей за молодёжную сборную Финляндии.